# بوتیریل‌کولین
بوتیریل‌کولین (به انگلیسی: Butyrylcholine) با فرمول شیمیایی C۹H۲۰NO۲+ یک ترکیب شیمیایی است.